# José Santacruz Londoño
José Santacruz Londoño (Cáli, 1 de outubro de 1943 – Medellín, 5 de março de 1996), também conhecido como Chepe ou Don Chepe, foi um traficante colombiano. Londoño foi, juntamente com Gilberto Rodríguez Orejuela e Miguel Rodríguez Orejuela, líder do Cartel de Cali.

## Biografia
Santacruz Londoño e os irmãos Rodriguez Orejuela formaram o Cartel de Cáli na década de 1970. Eles estavam principalmente envolvidos no tráfico de maconha. nos anos de 1980, eles entraram no tráfico de cocaína. Por um tempo, o Cartel de Cáli forneceu 70% do mercado mundial e 90% do mercado europeu de cocaína.
O Cartel de Cáli foi menos violento do que o seu rival, o Cartel de Medellín. Enquanto o Cartel de Medellín estava envolvido em uma campanha de violência brutal contra o governo colombiano, o Cartel de Cáli crescia. na verdade, e estava muito mais envolvido em suborno do que em violência.
Após o fim do Cartel de Medellín, as autoridades colombianas voltaram sua atenção para o Cartel de Cáli. A campanha começou no verão de 1995.
Vários líderes do Cartel de Calí foram presos no Verão de 1995: Gilberto Rodríguez Orejuela foi preso em 9 de Junho, Miguel Rodríguez Orejuela em 6 de Agosto, e José Santacruz Londoño foi preso em 4 de Julho. No entanto, Londoño escapou da cadeia de La Picota em 11 de Janeiro de 1996, Existem numerosas hipóteses de seus motivos para fuga: Ele foi acusado de consolidar a rede de assassinos e homens armados do cartel, muitos dos quais eram antigos membros do Cartel de Medellín; a ele foi dado mais controle sobre as redes de contrabando, que começaram a atuar de forma mais independente após a prisão dos líderes; e ele tinha coordenado o assassinato de 27 testemunhas contra ele e contra os outros líderes do cartel, e aparentemente ele estava organizando o assassinato de figuras importantes do governo.

## Morte
De acordo com a versão oficial da morte de Londoño, a polícia teria rastreado-o em Medellín, e então eles receberam uma ligação anônima em 5 de Março de 1996, informando que Londoño estaria em um shopping center. Ele foi seguido até o shopping e então morto após a polícia ter parado o seu carro.
Uma segunda versão de sua morte se tornou conhecida após Javier Antonio Calle Serna, um traficante de drogas e líder da organização "Los Rastrojos", que está preso nos Estados Unidos, ter publicado as suas memórias, nas quais Calle Serna argumenta que a morte de Santacruz Londoño foi orquestrada por grupos paramilitares sob o controle de Danilo González, um coronel da polícia colombiana que originalmente lutou contra Pablo Escobar e então se tornou um membro do cartel.

## Na cultura popular
Ele é retratado por Pêpê Rapazote na série Narcos, da Netflix

## Ligações Externas
- «Press Release». FAS
- http://www.time.com/time/magazine/article/0,9171,973285-5,00.html Em falta ou vazio |título= (ajuda)Em falta ou vazio |título= (ajuda)